# Stats
Ким Дэ Ёп (кор. 김대엽, 15 мая 1992, Южная Корея), более известный под своим никнеймом Stats, — корейский профессиональный игрок в StarCraft II, играющий за расу протоссов и выступавший за команду Afreeca Freecs до 2021 года. Серебряный призёр чемпионата мира 2018 года, а также чемпион Global StarCraft II League первого сезона 2017 года. По состоянию на начало 2021 года, за свою карьеру Stats заработал более 622 000 долларов призовых.

## Биография

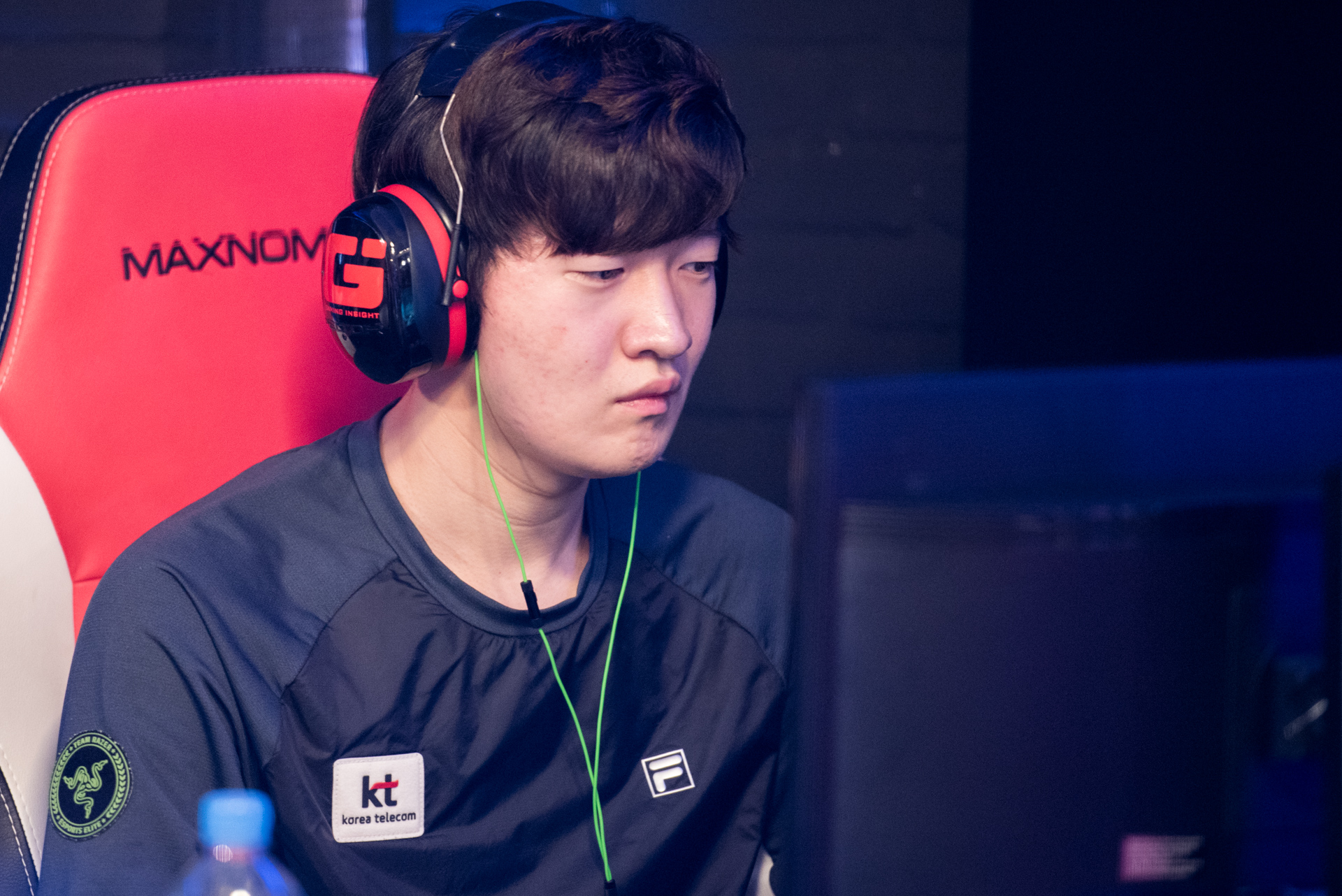
Stats на HomeStory Cup XIV в 2016 году

Ким Дэ Ёп родился в семье бизнесмена, благодаря чему у него с раннего детства был доступ к компьютеру и интерес к компьютерным играм. Он заинтересовался StarCraft, увидев профессиональный матч по телевизору, который определил его дальнейшую карьеру.
Первые годы карьеры Stats выступал за команду KT Rolster, однако в октябре 2016 года команда решила отказаться от состава по StarCraft II. В декабре 2016 года он подписал контракт с американской командой Splyce, став вторым после Кан «Solar» Мин Су игроком в StarCraft II в этой команде.
Пак Сан Хён, комментатор Global StarCraft II League, описывает карьеру Stats как «крайне стабильную». Джин Ён Пак, другой комментатор GSL, отмечает, что за все десять лет карьеры Stats постепенно становился всё лучше и лучше.
В первом сезоне GSL 2017 года Stats столкнулся в финале с О «soO» Юн Су, причём для обоих финалистов победа принесла бы первый чемпионский титул на этом чемпионате; из этой пары Ким рассматривался в качестве фаворита. Stats одержал победу в финале, заработав первый за почти десятилетнюю карьеру чемпионский титул на крупнейшем индивидуальном турнире. В том же году он стал чемпионом второго сезона StarCraft II StarLeague, одержав в финале победу над Пак «Dark» Риюнг Ву.
В 2018 году Stats дошёл до финала чемпионата мира, в котором проиграл Йооне «Serral» Сотале. В 2019 году он проиграл О «soO» Юн Су в финале IEM Season XIII — Katowice.

## Стиль игры
Stats — агрессивный игрок, напирающий на тайминговые атаки по нескольким направлениям и ищущий способы смутить и смять оппонента. С другой стороны, он известен успешной адаптацией под действия соперника — как в рамках одной игры, так и по ходу серии игр.

## Достижения
- 2015 StarCraft II StarLeague Season 1 (3—4 место)[9]
- 2015 StarCraft II StarLeague Season 2 (3—4 место)[10]
- 2016 StarCraft II StarLeague Season 1 (2 место)[11]
- 2016 WCS Korea Season 1 Cross Finals (1 место)
- 2016 KeSPA Cup (3—4 место)[12]
- 2016 WCS Global Playoffs and Finals (3—4 место)[13]
- IEM Season XI — Gyeonggi (2 место)[14]
- IEM Season XI — World Championship (2 место)[15]
- 2017 Global StarCraft II League Season 1: Code S (1 место)[5]
- 2017 GSL vs the World (3—4 место)[16]
- 2017 Global StarCraft II League Season 3: Code S (3—4 место)[17]
- 2017 StarCraft II StarLeague Season 2 - Premier (1 место)[6]
- 2018 Global StarCraft II League Season 1: Code S (2 место)[18]
- 2018 AfreecaTV GSL Super Tournament 1 (1 место)[19]
- 2018 GSL vs the World (2 место)[20]
- 2018 WCS Global Finals (2 место)[7]
- IEM Season XIII — Katowice (2 место)[8]
- 2020 Global StarCraft II League Season 2 (2 место)